# João Inácio Homem da Costa Noronha
João Inácio Homem da Costa Noronha (Nossa Senhora da Conceição, 4 de Outubro de 1701 – 21 de Junho de 1745) foi um fidalgo e Cavaleiro da Casa Real português, foi produtor Agrícola em terras próprias e militar do exército português.

## Biografia
Prestou serviço no exército português, no Regimento de Guarnição nº 1, aquartelado na Fortaleza de São João Baptista, no Monte Brasil, junto à cidade de Angra do Heroísmo.
Foi latifundiário, ligado à antiga aristocracia da ilha Terceira e ilha de São Jorge, Açores.
Foi baptizado na Ermida de Nossa Senhora da Graça, na freguesia da Conceição, da mesma cidade.

## Relações Familiares
Foi filho de Pedro Homem da Costa Noronha e D. Clara Maria do Canto e Castro.
Casou no dia 21 de Junho do ano de 1745, na Igreja de São Salvador de Angra do Heroísmo, com D. Clara Mariana Xavier de Noronha Corte Real.
Teve um filho natural: Lazaro do canto que casou na Sé de Angra do Heroísmo em 21 de Setembro de 1775. 
Filhos de João Inácio Homem da Costa Noronha com D. Clara Mariana Xavier de Noronha Corte Real (21 de Junho de 1745 - ?):
1. Boaventura Bernardino de Noronha, casou com D. Mariana Bernarda de Bettencourt Silveira Machado e Ávila (Vila do Topo, ilha de São Jorge, Açores, 23 de Fevereiro de 1766 -?).
2. D. Margarida Maria de Noronha.
3. D. Quiteria Genoveva de Noronha, casou com Fedélio Diogo do Canto e Castro.
4. D. Bernarda Joaquina de Noronha. Faleceu solteira.
5. D. Joaquina Clara de Noronha, foi casada na ilha do Faial com Francisco Inácio da Terra Brum e Silveira.
6. Pedro Homem Pimentel de Noronha (14 de Maio 1795 -?) casou com D. Ana Vitorina Narciso Machado e Ávila (? - 19 de Maio de 1895).
7. João Francisco de Noronha, que casou na cidade do Porto, e faleceu na Batalha do Roussilon.
8. José Joaquim de Noronha, que se ausentou para São Paulo no Brasil, onde se desconhece se teve descendência.
9. Manuel Inácio de Noronha, (Sargento-Mor), casou na cidade do Porto no dia 25 de Março de 1786 com D. Ana Rita de Magalhães (Porto, 25 de Março de 1786 - ?) .